# Olympische Sommerspiele 2020/Synchronschwimmen – Gruppe
Der Gruppenwettkampf im Synchronschwimmen bei den Olympischen Spielen 2020 in Tokio fand am 6. und 7. August 2021 im Tokyo Aquatics Centre statt.

## Qualifikation
| Qualifikationswettbewerb        | Datum                 | Ort              | Plätze | Qualifizierte Nation |
| ------------------------------- | --------------------- | ---------------- | ------ | -------------------- |
| Gastgeber                       | 7. September 2013     | Buenos Aires     | 1      | Japan                |
| Europameisterschaften 2019      | 10. – 12. Mai 2019    | Sankt Petersburg | 1      | ROC                  |
| Schwimmweltmeisterschaften 2019 | 12. – 28. Juli 2019   | Gwangju          | 2      | China                |
| Schwimmweltmeisterschaften 2019 | 12. – 28. Juli 2019   | Gwangju          | 2      | Ukraine              |
| Afrika Qualifikation 1          | 12. – 28. Juli 2019   | Gwangju          | 1      | Ägypten              |
| Ozeanien Qualifikation 1        | 12. – 28. Juli 2019   | Gwangju          | 1      | Australien           |
| Panamerikanische Spiele 2019    | 29. – 31. Juli 2019   | Lima             | 1      | Kanada               |
| Qualifikationsturnier 2021      | 10. – 13. Juni 2021 3 | Barcelona        | 3      | Italien              |
| Qualifikationsturnier 2021      | 10. – 13. Juni 2021 3 | Barcelona        | 3      | Griechenland         |
| Qualifikationsturnier 2021      | 10. – 13. Juni 2021 3 | Barcelona        | 3      | Spanien              |
| Gesamt                          | Gesamt                | Gesamt           | 10     | 10                   |

## Titelträger
| Olympiasiegerinnen | Russland Besetzung: Wlada Tschigirjowa, Natalja Ischtschenko, Swetlana Kolesnitschenko, Alexandra Pazkewitsch, Swetlana Romaschina, Alla Schischkina, Marija Schurotschkina, Gelena Topilina, Jelena Prokofjewa         | Rio de Janeiro 2016 |
| Weltmeisterinnen   | Russland Besetzung: Anastassija Archipowskaja, Wlada Tschigirjowa, Maija Doroschko, Marina Goljadkina, Michaela Kalantscha, Weronika Kalinina, Polina Komar, Alla Schischkina, Marija Schurotschkina, Warwara Subbotina | Gwangju 2019        |

## Ergebnisse
6. August 2021, 19:30 (UTC+9)
7. August 2021, 19:30 (UTC+9)
| Platz | Athletinnen | Nation       | Technik | Kür     | Gesamt   |
| ----- | --- | ------------ | ------- | ------- | -------- |
| 1     | Swetlana Kolesnitschenko Swetlana Romaschina Alexandra Pazkewitsch Alla Schischkina Marija Schurotschkina Polina Komar Marina Goljadkina Wlada Tschigirjowa        | ROC          | 97,2979 | 98,8000 | 196,0979 |
| 2     | Huang Xuechen Sun Wenyan Feng Yu Guo Li Xiao Yanning Wang Qianyi Liang Xinping Yin Chengxin                                                                        | China        | 96,2310 | 97,3000 | 193,5310 |
| 3     | Marta Fjedina Anastassija Sawtschuk Maryna Aleksijiwa Wladyslawa Aleksijiwa Kateryna Resnik Ksenija Sydorenko Alina Schynkarenko Jelysaweta Jachno                 | Ukraine      | 94,2685 | 96,0333 | 190,3018 |
| 4     | Juka Fukumura Yukiko Inui Moeka Kijima Okina Kyogoku Mayu Tsukamoto Akane Yanagisawa Mashiro Yasunaga Megumu Yoshida                                               | Japan        | 93,3773 | 94,9333 | 188,3106 |
| 5     | Beatrice Callegari Domiziana Cavanna Linda Cerruti Francesca Deidda Costanza Di Camillo Costanza Ferro Gemma Galli Enrica Piccoli                                  | Italien      | 91,3372 | 92,8000 | 184,1372 |
| 6     | Emily Armstrong Rosalie Boissonneault Andrée-Anne Côté Camille Fiola-Dion Claudia Holzner Audrey Joly Halle Pratt Jacqueline Simoneau                              | Kanada       | 91,4992 | 92,5333 | 184,0325 |
| 7     | Ona Carbonell Berta Ferreras Meritxell Mas Alisa Ozhogina Paula Ramírez Sara Saldaña Iris Tió Blanca Toledano                                                      | Spanien      | 90,3780 | 91,5333 | 181,9113 |
| 8     | Laila Ali Nora Azmy Hanna Hiekal Maryam Maghraby Farida Radwan Nehal Saafan Shahd Samer Jayda Sharaf                                                               | Ägypten      | 77,9147 | 80,0000 | 157,9147 |
| 9     | Carolyn Rayna Buckle Hannah Burkhill Kiera Gazzard Alessandra Ho Kirsten Kinash Rachel Presser Emily Rogers Amie Thompson                                          | Australien   | 75,6351 | 77,3667 | 153,0018 |
|       | Maria Alzigkouzi Kominea Eleni Fragkaki Krystalenia Gialama Pinelopi Karamesiou Andriana Misikevych Evangelia Papazoglou Evangelia Platanioti Georgia Vasilopoulou | Griechenland | DNS     | DNS     | DNS      |